# Битва за Ростов (1942)
Битва за Ростов (19 – 24 июля 1942 г.) — часть операции «Блау», в ходе которой 17-я армия и 1-й танковая армией вермахта заняли Ростов-на-Дону и пытались окружить отступающую 56-ю советскую армию.
Благодаря решительным действиям коммандос полка «Бранденбург» вермахту удалось взять мосты через Дон и дамбу южнее города, предотвратив затопление местности на левом берегу Дона, что позволило беспрепятственно продолжить продвижение в сторону Кавказа.